# لقطة زاحفة

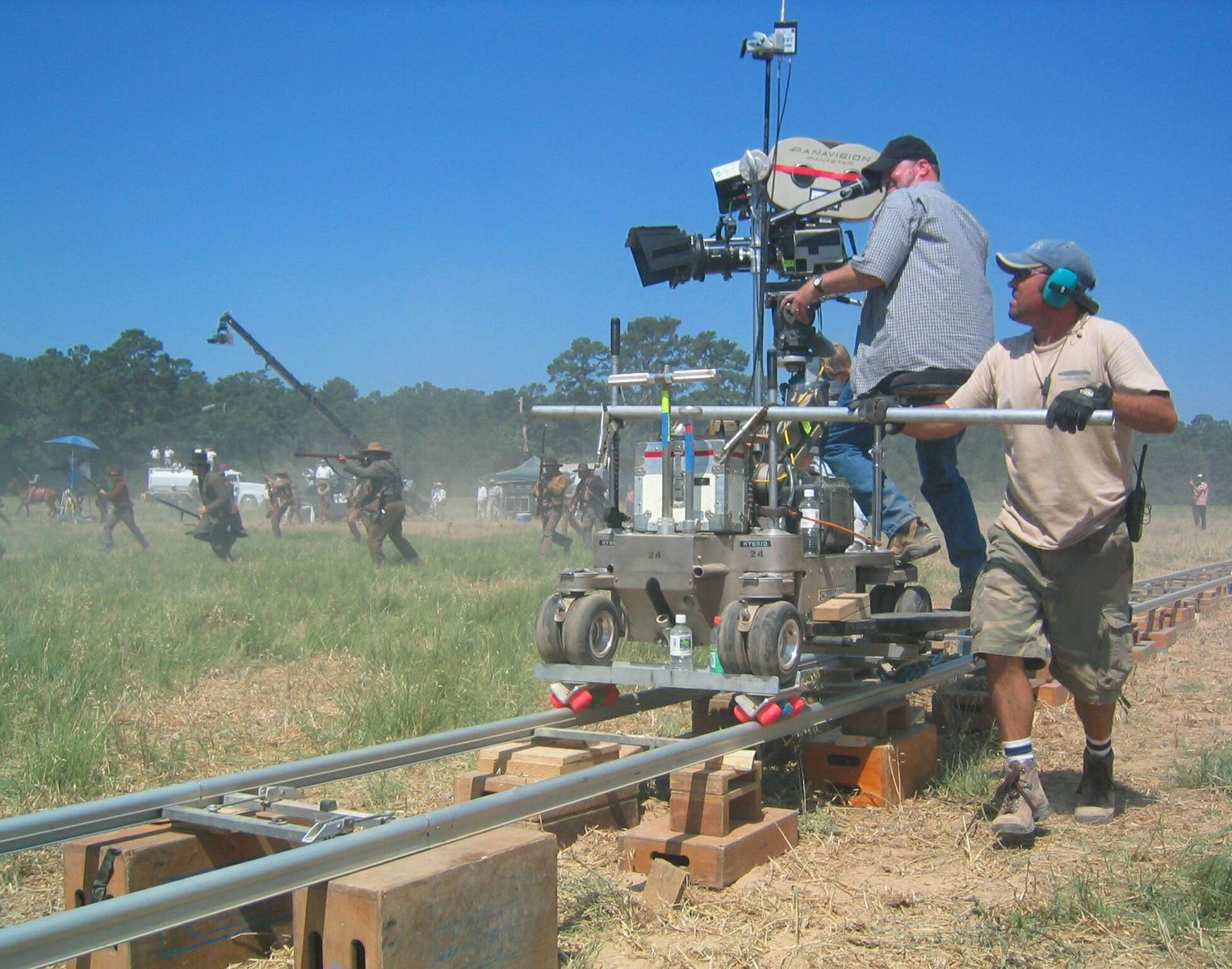
لقطة زاحفة أثناء تصوير فلم معركة ألامو

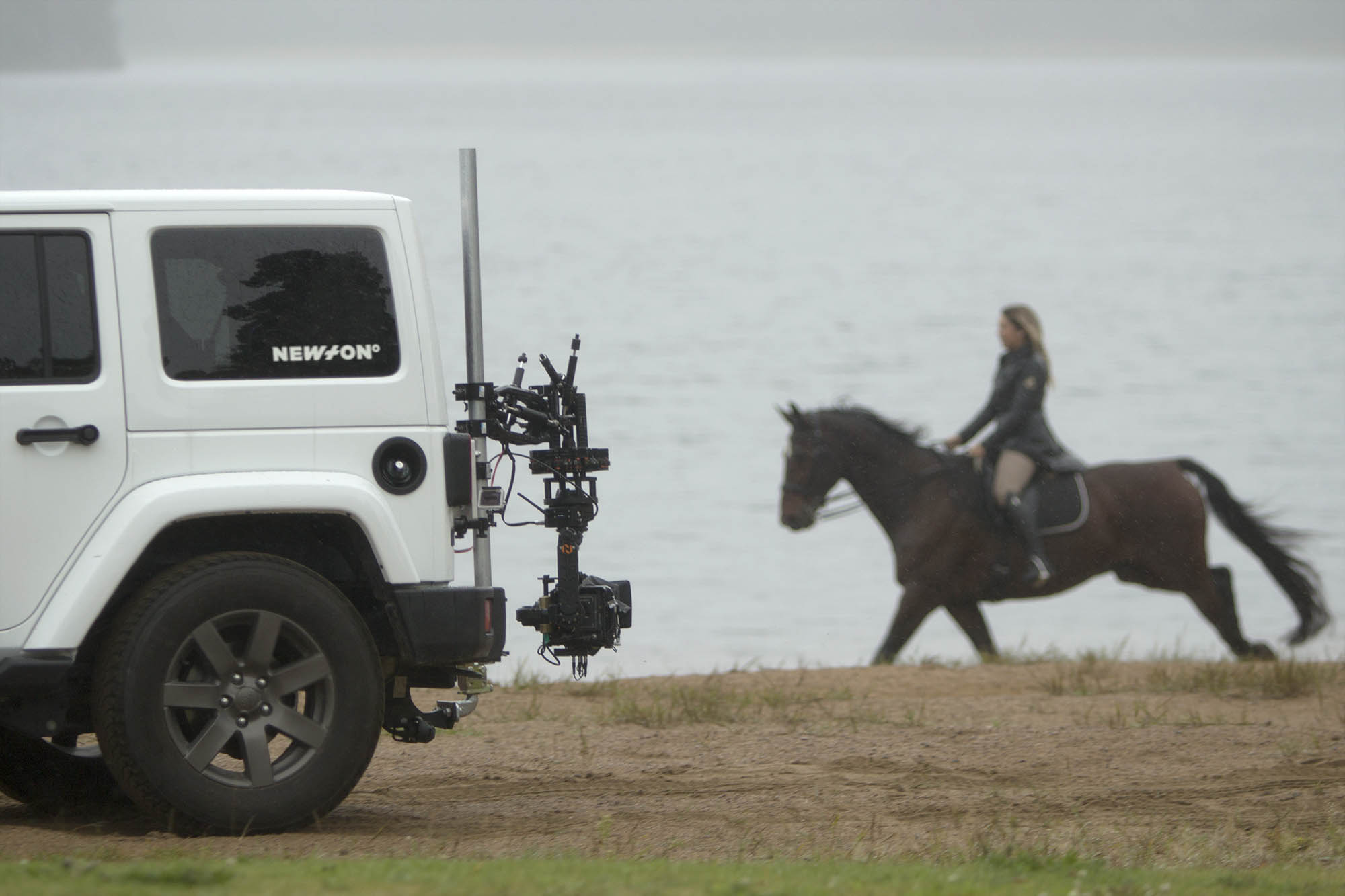

اللقطة الزاحفة أو اللقطة المتحركة في التصوير السينمائي هي أي لقطة تزحف فيها الكمرة للخلف أو للأمام أو تتحرك بجانب الهدف الذي يجري تسجيله. يغلب أن تُركب الكامرة على دُلية كمرة تسير على قضبان مشابهة لمسار السكة الحديد؛ في هذه الحالة، يشار إلى اللقطة باسم لقطة الدُّلية.